# Karl Höchberg
Karl Höchberg (* 8. September 1853 in Frankfurt am Main; † 21. Juni 1885 in Zürich) war ein Finanzier der frühen Sozialdemokratie, Herausgeber theoretischer Zeitschriften, Autor und ethischer Sozialist. Pseudonyme: Ludwig Richter und R. F. Seyferth.

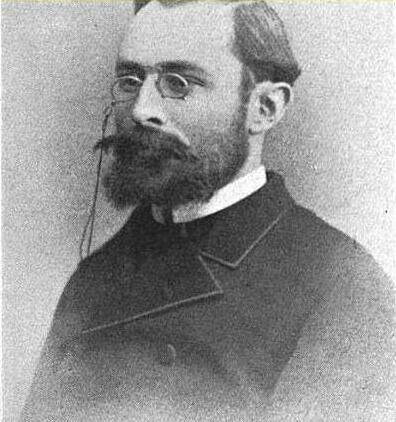
Karl Höchberg

## Leben
Karl Höchberg stammte aus einer vermögenden jüdischen Familie. Der gleichnamige Vater war Lotteriehauptkollekteur. Die Mutter war früh verstorben. Der Vater war Demokrat und in seiner Villa an der Bockenheimer Landstraße verkehrten Gelehrte aller Art. Während der preußischen Besetzung der Freien Stadt Frankfurt war die Villa das Hauptquartier des preußischen Generals Edwin von Manteuffel. Damit seine Söhne nicht in der preußischen Armee dienen mussten, verschaffte er ihnen das Schweizer Bürgerrecht.
Er besuchte das Gymnasium in Darmstadt und lebte dort bei dem Demokraten Ludwig Büchner. Nachdem sein Vater gestorben war, studierte er in Heidelberg und Zürich Philosophie. Er widmete sich aber auch der Soziologie. Aus ethischen Gründen wurde er Vegetarier.
Nach dem Zusammentreffen mit August Geib schloss er sich im Jahr 1876 der SDAP an. Mit seinem ererbten Vermögen war er ein wichtiger Finanzier der frühen Sozialdemokratie. Bereits als er noch nicht volljährig war, spendete er der Partei anonym namhafte Beträge. Nach Angaben von Wilhelm Blos spendete er insgesamt mehrere hunderttausend Mark. Er wurde als „Goldonkel der Partei“ bezeichnet.
Er stellte einen erheblichen Teil seines Vermögens zur Verfügung, um die parteieigenen Genossenschaftsbuchdruckereien und die Zeitschrift Der Sozialdemokrat zu erhalten. Insbesondere gab er das Geld für die theoretischen Zeitschriften Die Zukunft (1877–1878), die Staatswissenschaftlichen Abhandlungen und in den Jahren 1879 bis 1881 das Jahrbuch für Sozialwissenschaft und Sozialpolitik. Er war auch Herausgeber dieser Periodika. Das Jahrbuch gab er unter dem Pseudonym Dr. Ludwig Richter heraus. Die Zukunft wurde zu Beginn des Sozialistengesetzes verboten, obwohl sie sich aus tagespolitischen Debatten heraushielt.
Im Editorial zur ersten Nummer der Zukunft vertrat er einen Sozialismus, der sich durch seine ethische Komponente von den Vorstellungen von Karl Marx und Friedrich Engels unterschied. Darin hieß es, dass die Wissenschaft keinen Wertmesser besitze. Daher habe jede Partei, die ein klares Ziel verfolge, ihr eigenes Moralsystem. Die Sozialdemokratie betrachte die gerechte Güterverteilung als Voraussetzung einer möglichst gleichmäßigen Verteilung des menschlichen Glücks. Er sprach sich für eine pragmatisch orientierte „Socialistik“ aus. Diese müsse gegen die Kritik etwa von manchesterliberaler Seite nachweisen, dass die sozialdemokratischen Ziele realisierbar seien. Es müsse gezeigt werden, wie der Zukunftsstaat aussehen und auf welchem Weg man ihn erreichen könne. Vor Utopismus warnte er. An Höchbergs Socialistik knüpfte später Carl August Schramm an. Die Zeitschrift selbst war ein Forum für Autoren aus allen Strömungen der sozialdemokratischen Bewegung. Angesichts des Hintergrunds und der Ansichten des Herausgebers waren Marx und Engels voller Misstrauen gegenüber Höchberg. Sie warfen ihm, wie August Bebel urteilt, fälschlicherweise vor, dass Höchberg aus schlauer Berechnung, mit dem Ziel, die Partei auf Abwege zu bringen, seine Mittel aufwende. Erst als Bebel im Jahr 1880 zusammen mit Eduard Bernstein nach London reiste, konnte er das Misstrauen der „beiden Alten“ zerstreuen.
Der Zirkularbrief von Karl Marx und Friedrich Engels lässt vermuten, dass Karl Höchberg einer der Autoren des anonym erschienenen Artikels Rückblicke auf die sozialistische Bewegung in Deutschland war. Dies verneint Eduard Bernstein direkt, indem er Karl Flesch als eigentlichen Autor benennt.
Von erheblicher Bedeutung war er auch als Mentor jüngerer Sozialdemokraten. Im Jahr 1878 gab Eduard Bernstein seine bisherige Stellung in einer Versicherungsgesellschaft auf und wurde Privatsekretär Höchbergs. Nachdem er Karl Kautsky die Stelle eines wissenschaftlichen Mitarbeiters für sein Jahrbuch für Sozialwissenschaft und Sozialpolitik angeboten hatte, brach dieser sein Studium ab, um für Höchberg zu arbeiten.
Im Zuge des Sozialistengesetzes wurde er im Jahr 1880 kurzzeitig aus Berlin ausgewiesen. Aus gesundheitlichen Gründen lebte er danach in der Schweiz. Er starb an einer Lungenkrankheit.

## Werke
- Staatswirtschaftliche Abhandlungen. Hrsg. von R. F. Seyferth[10] Leipzig 1879–1881.[11]